# 눈 나리는 밤 (1969년 영화)
"눈 나리는 밤"은 1969년에 개봉한 대한민국의 영화이다.

## 캐스팅
- 김진규
- 조미령
- 이순재
- 허장강
- 전양자
- 김정훈
- 방일해
- 양훈
- 추석양
- 박미영
- 박기택
- 김기범
- 이동민
- 최삼
- 문미봉
- 지방열
- 임해림
- 최일
- 김지영
- 경윤수
- 박혜숙